# Niccolò Menghini
Niccolò Menghini, född 1610 i Rom, död 1665 i Rom, var en italiensk skulptör under barockepoken.

## Biografi
Menghini samarbetade med Bernini och var i tjänst hos familjen Barberini. Han hade kardinal Francesco Barberini som mecenat under hela sin karriär.
I kyrkan Santi Luca e Martina vid Forum Romanum har Menghini utfört Den heliga Martina.